# してみるテレビ!教訓のススメ
『してみるテレビ!教訓のススメ』（してみるテレビ!きょうくんのススメ）は、フジテレビ系列で2013年11月3日から2015年3月20日まで放送された教養バラエティ番組。
番組放送開始当初は、毎週日曜日の19:58 - 20:54（JST）に『教訓のススメ』（きょうくんのススメ）の番組名で放送し、2014年4月25日からは毎週金曜日の19:57 - 20:54（JST）への枠移動に際し、当番組名に改題した。

## 概要
芸能人や有名人が自身の経験から導き出したアノ事件や世間を賑わせたアノ話題から導き出した「教訓」をテーマに司会のダウンタウンとご意見番ゲストを交えて「使える教訓」か「使えない教訓」を大激論してトークを行う、ファミリー向けバラエティ番組。
初回は、当初は通常通り1時間の放送予定だったが、2013年10月まで日曜19時台に放送されていた『ほこ×たて』が急遽放送中止となり、その穴埋めとして19:00 - 20:54の2時間スペシャルとして放送された。
初回視聴率は7.2%（関東地区、ビデオリサーチ調べ）。
2014年1月26日の2時間スペシャルから番組はリニューアルされ、アシスタント役に生野陽子（フジテレビアナウンサー）が加わった。　
同年3月16日をもって日曜日での放送を終え、同年4月25日より毎週金曜日19:57 - 20:54に枠移動しタイトルも『してみるテレビ!教訓のススメ』へ改題、枠移動後初回は2時間スペシャル（19:00 - 20:54）を放送。
2014年11月21日は、同月10日に逝去した高倉健の追悼企画として映画『南極物語』に変更されたため、休止となった。
2015年3月20日の2時間スペシャルをもって終了。後番組として同じくダウンタウン司会による『ダウンタウンなう』が4月17日より開始。なお、最終回で行われた『坂上忍プレゼンツ 真っ昼間からハシゴ酒のススメ』は、『ダウンタウンなう』の企画『本音でハシゴ酒』のルーツになっている。

## 出演者
MC
- ダウンタウン[6]（浜田雅功・松本人志）

進行
- 山﨑夕貴[7]（フジテレビアナウンサー）

準レギュラー
- 坂上忍 - 「教訓ハンター」としてほぼ毎回出演

過去の出演者
- 生野陽子（フジテレビアナウンサー、2014年1月26日 - 10月17日） - 進行担当

## 放送リスト

### 教訓のススメ
| 回 | 放送日         | テーマ | 備考                     | 視聴率 |
| -- | -------------- | --- | ------------------------ | ------ |
| 1  | 2013年11月3日  | 喧嘩した時に夫から謝らせる為の教訓姑に良い嫁だと思わせる為の教訓昭和・平成 お騒がせ芸能人が逆境から学んだ教訓 | 2時間SP（19:00 - 20:54） | 7.2%   |
| 2  | 2013年11月10日 | 後輩にやる気を出させる為の教訓先輩に可愛がられる為の教訓                                                      |                          | 5.6%   |
| 3  | 2013年11月24日 | 夫に家事を手伝ってもらう為の教訓                                                                              |                          | 6.0%   |
| 4  | 2013年12月8日  | 離婚にまつわる教訓                                                                                            |                          | 9.2%   |
| 5  | 2014年1月26日  | 他人の絶体絶命の危機から学ぼうのススメ                                                                        | 2時間SP（19:00 - 20:54） | 7.2%   |
| 6  | 2014年2月2日   | 他人の絶体絶命の危機から学ぼうのススメ                                                                        |                          | 6.1%   |
| 7  | 2014年2月16日  | 他人の絶体絶命の危機から学ぼうのススメ                                                                        |                          | 6.0%   |
| 8  | 2014年2月23日  | 新婚芸能人から学ぶ結婚のススメ                                                                                |                          | 8.3%   |
| 9  | 2014年3月2日   | 大物に怒られた芸能人SP                                                                                        |                          | 7.1%   |
| 10 | 2014年3月9日   | 新婚芸能人から学ぶ結婚のススメ                                                                                |                          | 5.7%   |
| 11 | 2014年3月16日  | 大物に怒られた芸能人SP                                                                                        |                          | 8.0%   |

### してみるテレビ!教訓のススメ
| 回     | 放送日              | テーマ | 備考                                          | 視聴率 |
| ------ | ------------------- | --- | --------------------------------------------- | ------ |
| 12     | 2014年4月25日       | あんまり似ていない芸能人親子が本当の親子かDNA鑑定してみる芸能人の自宅を査定してみる日本全国の漁港で捕れた深海魚をもらって食べてみる掟破りの人気店にガンコ芸能人が行ってみるおせっかいだけどあの人とあの人を会わせてみる 松本伊代と香坂みゆき | 2時間SP（19:00 - 20:54）                      | 6.4%   |
| 13     | 2014年5月2日        | 元高見盛関が初めてのがん検診を受けてみる深海魚ハンター第二章始動!深海魚を釣って食べてみるイケメン俳優 三浦翔平を憧れの人（コロッケ）に会わせてみる                                                                                           |                                               | 7.2%   |
| 14     | 2014年5月9日        | 防犯対策ができているのか?チェックしてみる後継ぎがいない職人に弟子入りしてみる〜沖縄伝統のアギャー漁イケメン俳優 三浦翔平を憧れの人（コロッケ）に会わせてみる                                                                                 |                                               | 6.4%   |
| 15     | 2014年5月16日       | 認知症の初期段階の可能性をチェックしてみる芸能人の自宅を査定してみる「アナと雪の女王」を様々なジャンルの歌手が歌ってみる |                                               | 7.0%   |
| 16     | 2014年5月23日       | 熟年離婚の危険度をチェックしてみる後継ぎのいない職人に弟子入りしてみる〜岩茸採り若者に人気の行列店に熟年芸能人が行ってみる |                                               | 4.7%   |
| 17     | 2014年5月30日       | 放置しておくとヤバイ!?あなたの危険な睡眠をチェックしてみる富岡製糸場のことに日本で一番詳しい人たちから徹底的に学んでみる若者に人気の行列店に熟年芸能人が行ってみる                                                                           |                                               | 8.3%   |
| 18     | 2014年6月6日        | あなたが糖尿病になる危険度をチェックしてみる坂上忍が年金問題についてしつこく聞いてみる深海魚ハンター 深海うなぎを食べてみる |                                               | 7.4%   |
| 19     | 2014年6月13日       | うつ病の危険度チェック嫌われていないか?チェック |                                               | 10.8%  |
| 特別編 | 2014年6月21日（土） | 新たな教訓を生み出す会SP | 『フジバラナイト FRI』枠で放送（1:30 - 2:30） | 不明   |
| 20     | 2014年6月27日       | 三大がんの危険度チェック眼病の危険度チェックケチだと思われていないか?チェック歯の危険度チェック | 2時間SP（19:00 - 20:54）                      | 7.6%   |
| 21     | 2014年7月11日       | 図々しいと思われていないかチェック騙されやすいか?チェック |                                               | 5.9%   |
| 22     | 2014年7月18日       | 骨粗しょう症になる危険度チェックバカにされていないか?チェック |                                               | 8.4%   |
| 23     | 2014年7月25日       | 坂上忍ががんについてしつこく聞いてみる嫌われていないか?チェック |                                               | 5.7%   |
| 24     | 2014年8月1日        | 本当の友達なのか?チェック坂上忍が国民を代表して専門家に地震について一から聞いてみる |                                               | 8.0%   |
| 25     | 2014年8月8日        | 周りに臭いと思われていないか?チェック一斉カウンセリング!芸能人の心の闇をチェックしてみる |                                               | 6.4%   |
| 26     | 2014年8月15日       | あなたは長生きできる!?寿命チェック坂上忍が国民を代表して専門家に高齢者社会について一から聞いてみる |                                               | 6.9%   |
| 27     | 2014年8月29日       | 子供200人に聞いた 子供に嫌われていないかチェック極めた人にぶっちぎり1位を聞いてみる |                                               | 7.1%   |
| 28     | 2014年9月12日       | やりすぎると逆に危ない健康法チェック坂上忍が国民を代表して専門家に北朝鮮問題について一から聞いてみる |                                               | 7.8%   |
| 29     | 2014年9月19日       | 夫婦200人に聞いた 夫・妻に嫌われていないかチェック極めた人にぶっちぎり1位を聞いてみる |                                               | 8.5%   |
| 30     | 2014年9月26日       | 実際にあったトラブル事例でチェックしてみるヒロミの葬式プランを決めてみる坂上忍が国民を代表して専門家に北朝鮮拉致問題について一から聞いてみるしつけが間違っていないか?チェック                                                                | 2時間SP（19:00 - 20:54）                      | 10.8%  |
| 31     | 2014年10月17日      | 芸能人の遺伝子を徹底調査してみる頭痛の原因わかっていますか?チェック |                                               | 8.4%   |
| 32     | 2014年10月24日      | 男と女の溝をチェック |                                               | 8.6%   |
| 33     | 2014年10月31日      | 嫁姑問題で板挟みにあった時の夫のベストな行動をチェックしてみる極めた人にぶっちぎり1位を聞いてみる |                                               | 8.5%   |
| 34     | 2014年11月7日       | あなたも巻き込まれるかもしれない「生活トラブル」本当に泣き寝入りするしかないのかをチェックしてみる |                                               | 9.5%   |
| 35     | 2014年11月28日      | きっとあなたも経験している「病院トラブル」こんな時どうしたらいいのかチェックしてみるレシピ本が話題の病院食をチェックしてみる |                                               | 7.2%   |
| 36     | 2014年12月5日       | あなたの身にも起こるかもしれない!?まさかの介護トラブルをチェックしてみる坂上忍が国民を代表して専門家に富士山噴火について一から聞いてみる昭和世代 VS 平成世代 最近の若者 どうなってんだチェック                                               | 2時間SP（19:00 - 20:54）                      | 8.2%   |
| 37     | 2015年1月23日       | 妻300人にアンケート調査!妻を激怒させる夫の一言をチェック |                                               | 7.2%   |
| 38     | 2015年1月30日       | あなたも支払うかもしれないまさかの金額をチェックしてみる |                                               | 10.0%  |
| 39     | 2015年2月6日        | 本当に泣き寝入りするしかない!?実際にあった納得のいかないトラブルをチェックしてみる |                                               | 8.8%   |
| 40     | 2015年2月20日       | あなたの身にも起こるかもしれない借金トラブルをチェックしてみる |                                               | 9.0%   |
| 41     | 2015年2月27日       | 10年後の2025年 日本がどうなっているのか?チェックしてみる |                                               | 7.0%   |
| 42     | 2015年3月6日        | あなたも支払うかもしれないまさかの金額をチェックしてみる |                                               | 8.2%   |
| 43     | 2015年3月20日       | 単純に別れるだけじゃない!?離婚トラブルをチェックしてみる坂上忍プレゼンツ 真っ昼間からのハシゴ酒のススメ | 2時間SP（19:00 - 20:54）                      | 7.9%   |

## スタッフ
- 構成：海老克哉/酒井健作、オークラ、岐部昌幸、林田晋一、さだ、ビル坂恵
- 技術協力：ニユーテレス、fmt、IMAGICA
- AP：高橋洋子
- ディレクター：住田崇、加藤智章、池田哲也、渡辺恭三、久野和洋、麻生裕久、福司龍太、遠藤達也
- 総合演出：蜜谷浩弥
- プロデューサー：松本祐紀
- チーフプロデューサー：中嶋優一
- 制作協力：吉本興業
- 制作：フジテレビバラエティ制作部
- 制作著作：フジテレビ

## ネット局と放送時間
| 放送対象地域   | 放送局                     | 系列                                         | 放送日時                                  | 放送日時                                  | 遅れ日数   |
| 放送対象地域   | 放送局                     | 系列                                         | 教訓のススメ                              | してみるテレビ! 教訓のススメ              | 遅れ日数   |
| -------------- | -------------------------- | -------------------------------------------- | ----------------------------------------- | ----------------------------------------- | ---------- |
| 関東広域圏     | フジテレビ（CX）           | フジテレビ系列                               | 日曜 19:58 - 20:54                        | 金曜 19:57 - 20:54                        | 制作局     |
| 北海道         | 北海道文化放送（uhb）      | フジテレビ系列                               | 日曜 19:58 - 20:54                        | 金曜 19:57 - 20:54                        | 同時ネット |
| 岩手県         | 岩手めんこいテレビ（mit）  | フジテレビ系列                               | 日曜 19:58 - 20:54                        | 金曜 19:57 - 20:54                        | 同時ネット |
| 宮城県         | 仙台放送（OX）             | フジテレビ系列                               | 日曜 19:58 - 20:54                        | 金曜 19:57 - 20:54                        | 同時ネット |
| 秋田県         | 秋田テレビ（AKT）          | フジテレビ系列                               | 日曜 19:58 - 20:54                        | 金曜 19:57 - 20:54                        | 同時ネット |
| 山形県         | さくらんぼテレビ（SAY）    | フジテレビ系列                               | 日曜 19:58 - 20:54                        | 金曜 19:57 - 20:54                        | 同時ネット |
| 福島県         | 福島テレビ（FTV）          | フジテレビ系列                               | 日曜 19:58 - 20:54                        | 金曜 19:57 - 20:54                        | 同時ネット |
| 新潟県         | 新潟総合テレビ（NST）      | フジテレビ系列                               | 日曜 19:58 - 20:54                        | 金曜 19:57 - 20:54                        | 同時ネット |
| 長野県         | 長野放送（NBS）            | フジテレビ系列                               | 日曜 19:58 - 20:54                        | 金曜 19:57 - 20:54                        | 同時ネット |
| 静岡県         | テレビ静岡（SUT）          | フジテレビ系列                               | 日曜 19:58 - 20:54                        | 金曜 19:57 - 20:54                        | 同時ネット |
| 富山県         | 富山テレビ（BBT）          | フジテレビ系列                               | 日曜 19:58 - 20:54                        | 金曜 19:57 - 20:54                        | 同時ネット |
| 石川県         | 石川テレビ（ITC）          | フジテレビ系列                               | 日曜 19:58 - 20:54                        | 金曜 19:57 - 20:54                        | 同時ネット |
| 福井県         | 福井テレビ（FTB）          | フジテレビ系列                               | 日曜 19:58 - 20:54                        | 金曜 19:57 - 20:54                        | 同時ネット |
| 中京広域圏     | 東海テレビ（THK）          | フジテレビ系列                               | 日曜 19:58 - 20:54                        | 金曜 19:57 - 20:54                        | 同時ネット |
| 近畿広域圏     | 関西テレビ（KTV）          | フジテレビ系列                               | 日曜 19:58 - 20:54                        | 金曜 19:57 - 20:54                        | 同時ネット |
| 島根県・鳥取県 | 山陰中央テレビ（TSK）      | フジテレビ系列                               | 日曜 19:58 - 20:54                        | 金曜 19:57 - 20:54                        | 同時ネット |
| 岡山県・香川県 | 岡山放送（OHK）            | フジテレビ系列                               | 日曜 19:58 - 20:54                        | 金曜 19:57 - 20:54                        | 同時ネット |
| 広島県         | テレビ新広島（TSS）        | フジテレビ系列                               | 日曜 19:58 - 20:54                        | 金曜 19:57 - 20:54                        | 同時ネット |
| 愛媛県         | テレビ愛媛 （EBC）         | フジテレビ系列                               | 日曜 19:58 - 20:54                        | 金曜 19:57 - 20:54                        | 同時ネット |
| 高知県         | 高知さんさんテレビ （KSS） | フジテレビ系列                               | 日曜 19:58 - 20:54                        | 金曜 19:57 - 20:54                        | 同時ネット |
| 福岡県         | テレビ西日本（TNC）        | フジテレビ系列                               | 日曜 19:58 - 20:54                        | 金曜 19:57 - 20:54                        | 同時ネット |
| 佐賀県         | サガテレビ（STS）          | フジテレビ系列                               | 日曜 19:58 - 20:54                        | 金曜 19:57 - 20:54                        | 同時ネット |
| 長崎県         | テレビ長崎（KTN）          | フジテレビ系列                               | 日曜 19:58 - 20:54                        | 金曜 19:57 - 20:54                        | 同時ネット |
| 熊本県         | テレビ熊本（TKU）          | フジテレビ系列                               | 日曜 19:58 - 20:54                        | 金曜 19:57 - 20:54                        | 同時ネット |
| 鹿児島県       | 鹿児島テレビ（KTS）        | フジテレビ系列                               | 日曜 19:58 - 20:54                        | 金曜 19:57 - 20:54                        | 同時ネット |
| 沖縄県         | 沖縄テレビ（OTV）          | フジテレビ系列                               | 日曜 19:58 - 20:54                        | 金曜 19:57 - 20:54                        | 同時ネット |
| 大分県         | テレビ大分（TOS）          | フジテレビ系列 日本テレビ系列                | 火曜 14:00 - 14:55                        | 金曜 19:57 - 20:54                        | 不明       |
| 宮崎県         | テレビ宮崎（UMK）          | フジテレビ系列 日本テレビ系列 テレビ朝日系列 | 木曜 0:54 - 1:51 （水曜 24:54 - 25:51）   | 木曜 0:54 - 1:51 （水曜 24:54 - 25:51）   | 11日遅れ   |
| 山口県         | テレビ山口（TYS）          | TBS系列                                      | 木曜 23:58 - 翌0:58 （木曜23:58 - 24:58） | 木曜 23:58 - 翌0:58 （木曜23:58 - 24:58） | 13日遅れ   |